# Baltische Duitsers
De Baltische Duitsers (Duits: Deutsch-Balten, vroeger: Balten) waren meestal etnisch Duitse inwoners die in het gebied van het huidige Estland en Letland woonden. De Baltisch-Duitse bevolking vormde hier nooit meer dan 10% van het totaal. Zij vormden echter voor meerdere eeuwen de sociale, commerciële, politieke en culturele elite. Sommigen van hen namen hoge posities in het militaire en civiele leven van het Keizerrijk Rusland in.

## Middeleeuwen

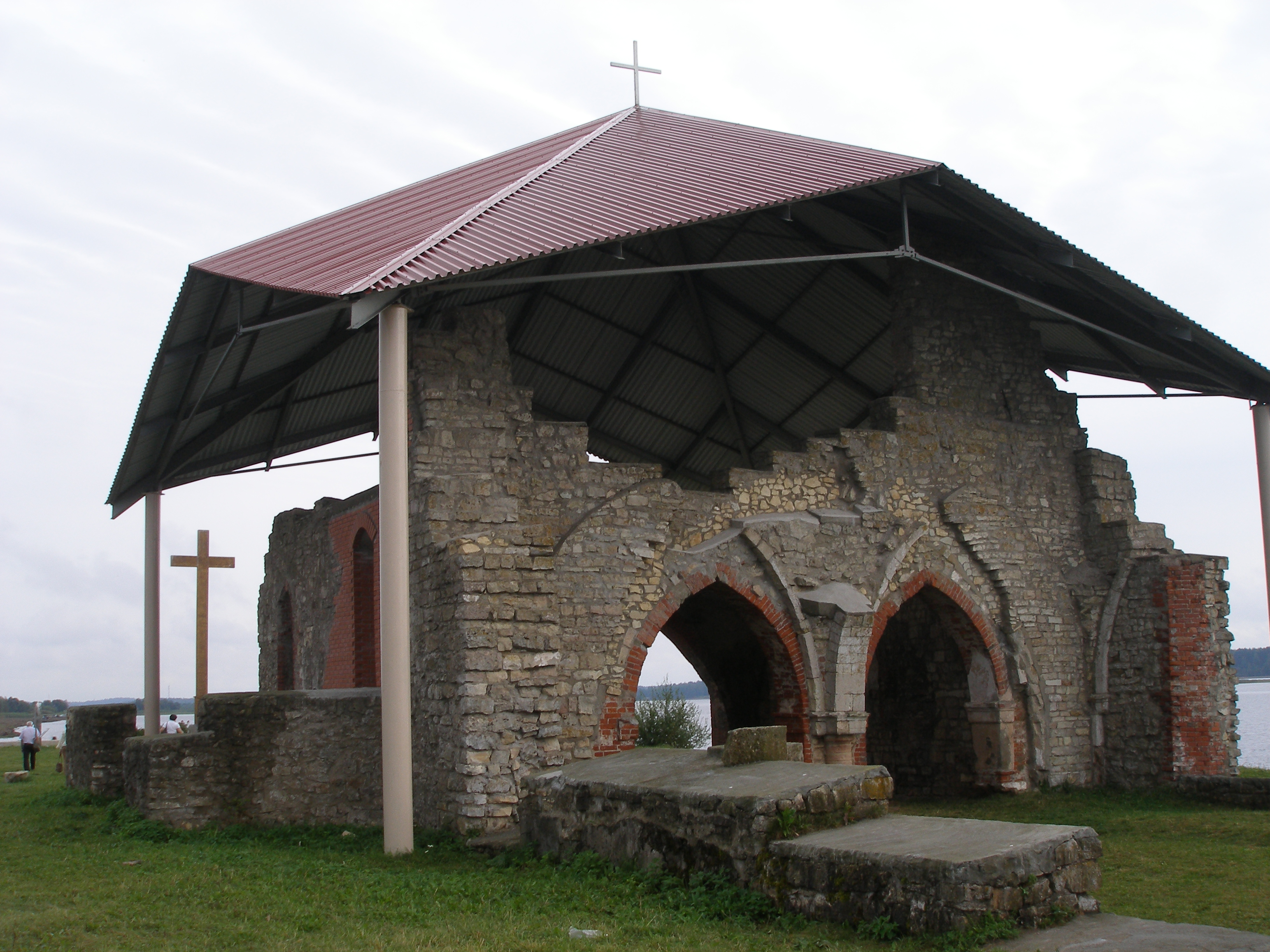
Ruïnes van de kerk van Ikšķile

Bewoners uit het Duitse Rijk, en dat omvatte in de Middeleeuwen ook de Nederlanden, begonnen zich in de late 12e eeuw in wat nu Letland en Estland is te vestigen. Handelaren en missionarissen bezochten de kustlanden, bewoond door heidense stammen die Oostzeefinse talen spraken. Naar de stam der Lijven die de kusten van de Golf van Riga bewoonden noemden zij het gebied Lijfland. Aan de benedenloop van de Westelijke Dvina woonden de Baltische stammen der Selen en Letgallen, die onder vazalschap van het Oosters-orthodoxe Vorstendom Polotsk stonden. De migratie vanuit het westen kan gezien worden als onderdeel van de zogenaamde Duitse Oostkolonisatie. 
In het kielzog van de Duitse kooplieden landde een monnik genaamd Meinhard in 1180 aan de monding van de Westelijke Dvina. In 1184 werd de eerste christelijke kerk in het gebied gebouwd bij het Lijfse dorp Ikšķile (Uexküll). In 1186 werd Meinhard gewijd als de eerste bisschop van Uexküll. Zijn werk richtte echter weinig uit en in 1193 gaf de paus toestemming tot een militaire bekeringscampagne, de zogenaamde Lijflandse Kruistocht onder leiding van bisschop Berthold van Hannover. Nadat de stamhoofden waren verslagen werd, in 1199, Albert van Buxhoeveden naar de Baltische landen gestuurd. Om een permanente militaire aanwezigheid te waarborgen, stichtte Albert, nu als bisschop van Lijfland, in 1202 de Orde van de Zwaardbroeders. Dertig jaar later was de verovering en formele kerstening van het huidige Estland en Letland (Estland, Lijfland en Koerland) afgesloten.
Een kerkelijke staat Terra Mariana werd opgericht, gedragen door een ridderschap van militair weerbare monniken, afkomstig uit Westfalen. Zij noemden zich de Zwaardbroeders en ontvingen voor hun veroveringswerk een derde deel van het land in bezit. Toen de Zwaardbroeders in 1236 verslagen werden door de verenigde Russen en Litouwers, riepen zij de hulp in van de verwante Duitse Orde in West- en Oost-Pruisen en noemden zij zich voortaan de Lijflandse Orde. Deze Orde kreeg vaste greep op de omstreden gebieden en ontving in 1346 bovendien Estland in bezit uit de handen van de Deense koning die zijn macht daar sinds 1200 had gevestigd. De politieke macht van de Orde moest zij in overeenstemming met die van de Bisschop van Riga uitoefenen, terwijl een lagere adel van vazallen het gezag uitoefende en, als exploitanten van de grond, de daarop wonende autochtone boeren daarbij als lijfeigenen inzette. Naast de adel in zijn verschillende rangen en standen, waren het de steden die de voornaamste economische grondslag legden. Zij waren in de 13de eeuw bij adellijke burchten opgericht, bevolkt door handelaren en handwerkslieden uit Noord-Duitsland en Scandinavië, en zij sloten zich aan bij het Hanzeverbond. In de stadsbesturen hadden de gilden de macht in handen. Om hun productie- en handelsmonopolie in handen van hun families te behouden, namen deze gilden uitsluitend 'Deutsche' als leden op; zij sloten tot aan de 19de eeuw autochtone Esten en Letten en vreemdelingen buiten en namen als nieuwe leden jonge gezellen aan die hun dochters huwden en afkomstig waren uit de gilden van andere Hanzesteden. 
De politieke machtsverhoudingen speelden zich af tussen de bisschop van Riga, de Zwaardbroeders, de vazallen en de burgerijen. Onder de vazallen bevonden zich ook geslachten van autochtone stamhoofden maar deze integreerden in de Duits-Baltische machthebbende kaste en vertegenwoordigden de autochtone Esten en Letten niet langer. Omdat de ridders en kooplieden uit de Duitse gebieden zich vaak zonder vrouwen in de Baltische landen vestigden moet aangenomen worden dat zij inheemse vrouwen trouwden en daarom moeten de Baltische Duitsers beschouwd worden als een elitelaag van gemengde afkomst.
Oorspronkelijk werd de administratie van de 'Terra Mariana' in het Latijn gevoerd. Al gauw verkreeg het Nederduits een overheersende positie. Na de opkomst van het lutheranisme en een nieuwe immigratiegolf uit Noord-Duitse steden verloor deze taal haar sociale grondslag en zakte zij af tot taal van zeelieden en lagere volksgroepen;  ze werd gaandeweg door het Hoogduits verdrongen.
Toen de invloed van de Duitse Orde in de 15e eeuw door oorlogen met Polen en Litouwen verzwakte, begon de Lijflandse Orde een zelfstandig beleid te voeren en richtte zij in 1419 de Lijflandse Confederatie op. Deze kreeg als tegenstander het grootvorstendom Moskou dat kleine Russische vorstendommen als Pskov in 1460 en Novgorod in 1478 aan zich onderwierp en zo zijn macht uitbreidde tot aan de grenzen van de Confederatie om in 1492 tegenover de burcht van Narva (Narwa) die van Ivangorod te bouwen. De Duitse Hanzekooplieden werden in 1494 uit Novgorod gezet, enkele grensstroken bezet en ingelijfd, en ten slotte vond in 1502 een gewapend treffen plaats dat de Russen geen overwinning bracht. Een tweede poging bracht in 1558 wel succes toen Narwa werd bezet en verwoest, en in 1577 volgde Tartu (Dorpat) waarvan de bevolking naar Rusland werd gedeporteerd. Rusland wilde de Oostzee bereiken door een aantal burchten in te nemen en zodoende geheel Lijfland voor zich op te kunnen eisen. Dat voornemen bedreigde het machtsevenwicht zodanig dat de koningen van Zweden en Polen zich ermee gingen bemoeien. De eerste eiste voor zijn hulp de soevereiniteit over Estland op en de tweede deed dat ten aanzien van Lijfland en Koerland. Zie hieronder de Lijflandse Oorlog.

## Na de Reformatie
Toen de Duitse Orde in 1522 geseculariseerd werd als het hertogdom Pruisen, bleef de Lijflandse Orde onafhankelijk, hoewel bedreigd door agressieve buren. De celibaatsverplichtingen werden ook in deze Orde opgeheven, en dat maakte de verschillende fracties meer gelijk aan elkaar. De elite van de Zwaardbroeders zou zich tot 1561 daartegen verzetten omdat zij haar exclusieve macht niet wilde delen. Uiteindelijk zouden alle ridders zich seculariseren en families stichtten die het grondbezit in handen namen. Ook Poolse en Russische adellijken werden grootgrondbezitter door schenkingen van hun koningen en tsaren. Daarnaast gingen enkele Britse families relaties aan met de Baltische adel zoals die van Michael Andreas Barclay de Tolly, afkomstig uit Schotland.
In 1558 begon met de Russische inval in Lijfland de Lijflandse Oorlog tussen Rusland, Polen, Zweden en Denemarken, die 20 jaar duurde. In de loop van de oorlog werd het gebied van de Lijflandse Confederatie verdeeld tussen Denemarken (de eilanden Ösel en Dagö (Saaremaa 1583-1645, daarna Zweeds tot 1721), Zweden (Zweeds-Estland 1561-1721) en Polen (hertogdom Lijfland) 1561-1621, daarna Zweeds tot 1721), en het hertogdom Koerland en Semgallen als een vazalstaat van het Pools-Litouwse Gemenebest (1561-1795). Op de hier vermelde einddata (1721, 1772, 1795) werden de betrokken gebieden Russisch.
Tussen 1522 en 1524 nam op gezag van de ridderschap de gehele bevolking het lutheranisme aan. De ridders seculariseerden zich door hun geestelijke ordegeloften op te zeggen. In in hun milieu ontwikkelden zich sindsdien ca. 300 adellijke families. Hun titels waren niet geformaliseerd omdat zij niet verleend waren door een vorstelijke soeverein. Onder de Zweedse c.q. Poolse koningen werden ze nu gelijkgesteld met de Zweedse c.q. Poolse landadel. Pas toen zij het gezag van de Russische tsaren erkenden kregen zij de titel 'Freiherr' (Baron). De stedelijke burgerij nam de Reformatie uit eigen keuze aan, op grond van haar contacten met de lutherse Hanzesteden in het Duitse Rijk. De Esten en Letten op het platteland werd dit geloof opgelegd. De stedelijke burgerij liet voor eigen gebruik Nederduitse catechismussen drukken en voor haar dienstpersoneel verschenen ook de eerste gedrukte Estse en Letse religieuze werken, vooral gezangboeken en evangeliefragmenten, die in gebruik gegeven werden van predikanten die in het Ests en Lets preekten. De Bijbel zou door de burgerij overigens al snel in de Hoogduitse vertaling gebruikt gaan worden. Het Nederduits zakte sociaal af als gesproken taal van de lagere burgerij en als beroepsjargon in bepaalde gilden. Aan het einde van de 17de eeuw was het verdwenen, al zouden veel afzonderlijke woorden en uitdrukkingen lang blijven voortleven. 
In 1629 veroverde Zweden vanuit Estland de noordwestelijke helft van het door Polen als wojwode (hertogdom) ingerichte Lijfland, inclusief de stad Riga. Dit werd nu Zweeds Lijfland. 

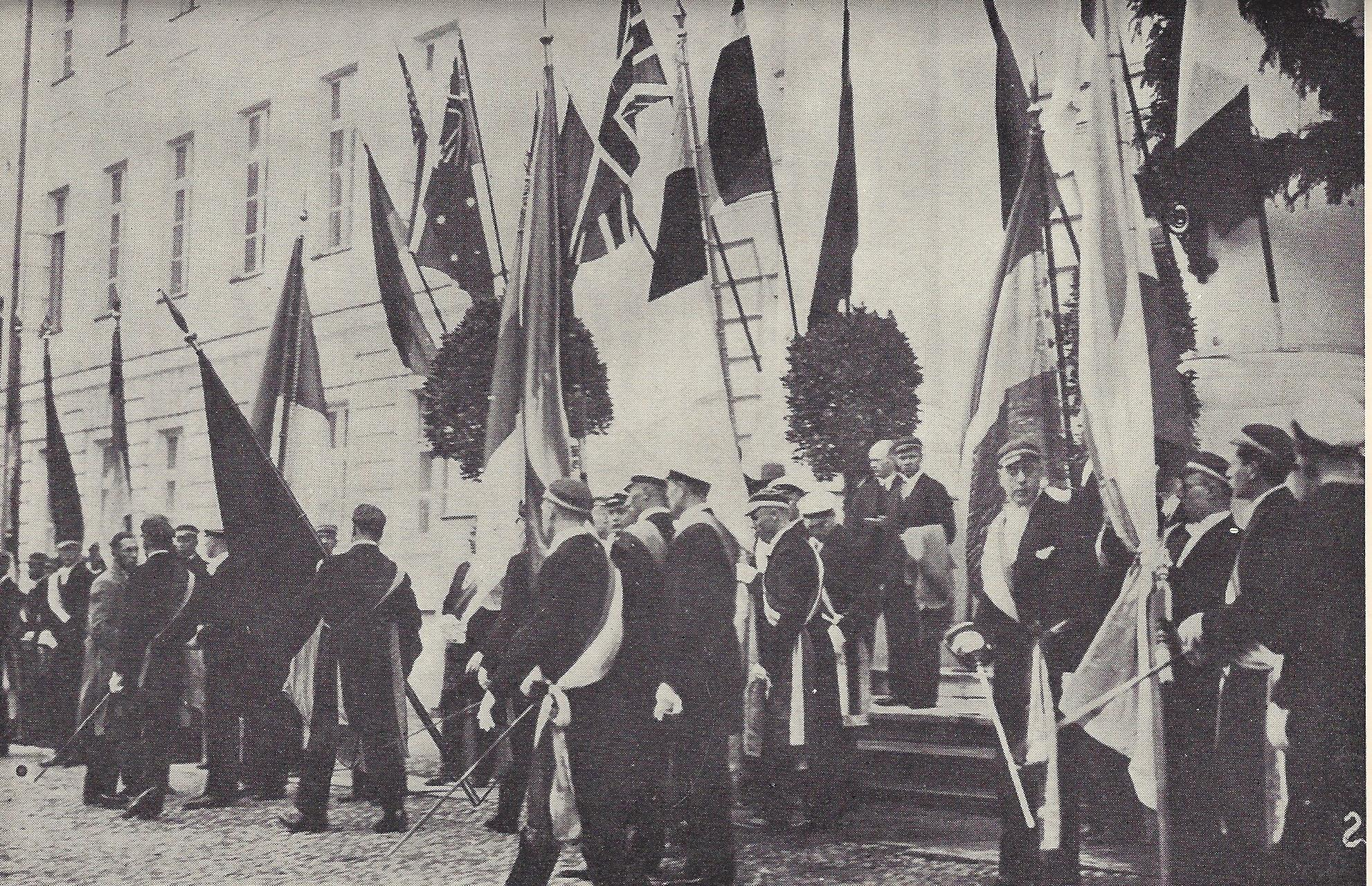
Viering van het 300-jarig bestaan van de universiteit Dorpat in 1932

 Onder Zweeds koninklijk gezag maar in uitvoering van de Duits-Baltische ridderschap werd een Duitstalige Universiteit van Dorpat ingericht. Deze universiteit zou ook predikanten voor de Estse en Letse plattelandsbevolking gaan opleiden. Het zou nog tot 1689 duren voordat het Nieuwe en Oude Testament in het Lets werd gedrukt, en tot 1715 resp. 1739 voordat dat in het Estisch gebeurde. Ondanks deze zielzorg en dorpsonderwijs in de eigen taal zou de lutherse ‘Landeskirche’ een instelling van de Baltische adel en daarom vreemd blijven voor de lijfeigene Estse en Letse plattelandsbevolking, maar overigens was zij het intellectuele centrum van de Baltische Duitsers. Aan het einde van de jaren 1600 introduceerde Zweden ook in de Baltische provincies de zogenaamde Reductie. Dit betekent dat het onroerend goed van de adel Zweeds Kroondomein werd en als zodanig aan de ridderschap werd beleend. Deze hervorming maakte formeel vrije boeren van de lijfeigenen op die domeinen, maar deze bevrijding zou echter na de Russische verovering in 1710-1721 weer ongedaan worden gemaakt, omdat in Rusland alleen de horigheid als een legitieme 'rechtspositie' voor bezitloze boeren gold.
De situatie in het zuidoostelijke gedeelte van het hertogdom Lijfland, Letgallen genaamd, was sterk afwijkend. Dit gebied bleef tot aan de Russische inlijving in 1793 Pools en hier verbond de adel zich met de Poolse koning en nam zij de Poolse taal over en het rooms-katholieke geloof aan, ook de families van de Duitse ridderschap die nu deel werden van de Poolse adel. 
Het hertogdom Koerland en Semgallen, hoewel nominaal onder de Poolse kroon, bleef autonoom tot aan zijn inlijving door Rusland in 1795. De Duitse ridderschap kon zich hier dan ook handhaven.
Na de Grote Noordse Oorlog van 1721 zijn al deze gebieden uiteindelijk in 1795 in het keizerrijk Rusland terechtgekomen. Zweeds-Estland werd het gouvernement Estland, Zweeds-Lijfland het gouvernement Lijfland, en het hertogdom Koerland en Semgallen werd het gouvernement Koerland. Tezamen heetten deze gebieden nu de 'Oostzeeprovincies'. De voorheen Poolse woiwodschap Letgallen werd daarvan afgescheiden als deel van het gouvernement Vitebsk.
Hoewel ze slechts een minderheid vormden, beheerden en beheersten de Baltische Duitsers dan 700 jaar de overheidsinstellingen, economie, onderwijs en cultuur van deze gebieden. De steden werden gedomineerd door de handelaren, het platteland werd beheerst door de zogenoemde 'Baltische baronnen'.

## Onder de Russische tsaren
Tussen 1710 en 1795, na het succes van Rusland in de Grote Noordse Oorlog en de Poolse Delingen, werden de door Baltische Duitsers bewoonde gebieden gouvernementen van het Russische Rijk. Echter, deze Baltische gouvernementen ook wel Oostzeeprovincies of Baltische provincies genoemd, bleven gedomineerd en bestuurd door de Duitstalige ridderschap, nakomelingen van de voormalige Zwaardbroeders en van meer recente adellijke immigranten uit het Duitse Rijk en uit Polen en Rusland. 
De ridderschap oriënteerde zich in toenemende mate op Duitsland, in het bijzonder op Pruisen en Saksen, maar was tegelijk loyaal aan het tsaristische Rusland waaraan ze het behoud van haar machtspositie en van ca. 80% van de grond dankte. In de ‘Oostzeeprovincies’, het huidige grondgebied van Estland en Letland, bewoonden ze ca. 2.000 ‘Herrenhäuser’ de meeste waren eenvoudige landhuizen, sommige hadden vorstelijke allure. Enkele families verbonden zich met hoge Russische adelgeslachten en een aanzienlijk aantal individuele Duitse Balten maakte carrière in Russische ambtelijke, wetenschappelijke of militaire staatsdienst.   
Het merendeel van de geletterde klasse in het gebied, uiteraard de adel en ook de burgerij, was Duitstalig. De Duitstalige burgers woonden hoofdzakelijk in aanzienlijke steden: Riga, Tallinn (Reval), Tartu (Dorpat), en in kleinere stadjes zoals Narva (Narwa),  Bauska (Bauske), Cesis (Wenden), Haapsalu (Hapsal), Liepaja (Windau), Pärnu (Pernau), Rakvere ('Wesenberg'). Nog in het midden van de 19e eeuw bestond in de bevolking van veel van deze steden en stadjes nog een Duitstalige meerderheid, met onder hen een sociaal lager geklasseerde minderheid van Esten, Letten en Joden, waarvan de geletterden zich overigens cultureel als Duitstaligen bij de Duitsers aansloten. Het aantal Russen, vooral als ambtenaren, nam gaandeweg toe. De stedelijke besturen bleven tot ver in de 19de eeuw in Baltisch-Duitse handen, ook nadat het Duitstalige element in de minderheid was geraakt, want het kiesrecht van de stadsburgerijen was niet aan aantal maar aan inkomensposities gebonden. Sinds 1842 mochten de plattelanders zich vrij in de steden vestigen en dat deed het Estse en Letse element toenemen. In die tijd ondergingen sociaal stijgende elementen uit de Estse en Letse bevolking eerst nog een proces van germanisering om langs die weg deel uit te kunnen gaan maken van de Baltische-Duitse gemeenschap en de daaraan verbonden voorrechten. Op het platteland kregen autochtone bestuurlijke functionarissen – ambtenaren, private ondernemers en zaakwaarnemers in dienst van het grootgrondbezit – een plaats in Duits-Baltische gemeenschap, echter op de tweede rang want de adellijke bovenlaag hield haar eigen rangen strikt gesloten. De burgerlijke Duitstaligen bestonden zodoende uit Duitse Balten in eigenlijke zin en uit verduitste Esten, Letten en Joden en zij waren duidelijk afgescheiden van de adellijke bovenlaag. Vanaf het midden van de 19de eeuw kwam onder Esten en Letten een eigen nationale emancipatiebeweging op gang, geïnitieerd door lutherse plattelandsdominees die overigens zelf vaak uit de burgerlijke Baltisch-Duitse cultuurgemeenschap stamden.
Veel stedelijke Esten en Letten zochten een plaats in de Duitse cultuur en geschat wordt dat rond 1900 één op de tien van hun min of meer was 'verduitst' (zie germanisering). Zij pasten vaak hun namen aan en nog steeds dragen zeer veel Esten en Letten familienamen met een Duitse taalbasis. Na 1919 en opnieuw na 1945 werden deze familienamen vaak in het Ests of Lets vertaald en soms na 1990 weer gerestaureerd in hun oude vorm. 
Geleidelijk verloren de ridderschappen hun bestuurlijke autonomie. Onder controle van de centrale regering in Sint Petersburg gesteld, namen een aantal oude gezagsdragers na conflicten, o.a. over het gebruik van het Duits in het onderwijs en als ambtelijke taal, ontslag. Met privé-instituten hielden de Duitse Balten hun eigen Duitstalige onderwijs in stand, maar zij verloren de universiteit van Dorpat (Tartu) die een Russische staatsinstelling werd. De Duits-Baltische studenten vertrokken grotendeels naar universiteiten in Duitsland. Het aantal Letten en Esten nam toe en vooral Russen lieten zich inschrijven op de theologische faculteit van de Russisch -Orthodoxe staatskerk. Het volksonderwijs – overigens op het platteland altijd al gegeven in het Ests en het Lets - werd in de jaren 70 de ridderschap uit handen genomen. Russische onderwijzers, die de inheemse talen niet kenden werden aangesteld in het volksonderwijs en het, voor het Russische Rijk, zeer lage percentage analfabeten steeg door deze politiek van Russificatie aanzienlijk.
Een veelzeggende indicatie voor de blijvende Duitse invloed geeft de statistiek van in het Lets uitgegeven boeken aan: in 1902 waren dat er 1.582 waarvan 48% als vertaling uit het Duits, en 40% als origineel in de Letse taal.
De invloed van de Duitse taal en cultuur op de jonge Esten en Letten werd na 1880 door het Russisch van de staatsinstellingen overgenomen. Aan het einde van de 19de eeuw was al de helft van de overheidsambtelijke posities door Russen overgenomen. De Duitse Balten domineerden toen nog steeds de sociale lagen van de adel, de rijke kooplieden, en de wetenschappelijke en vrije beroepen. Vooral de laatsten gaven de leiding aan een 16-tal literaire, natuurkundige, geschiedkundige en culturele genootschappen. Deze vervingen voor de Duitse Balten de publieke instellingen die nu door de Russische centrale overheid waren overgenomen. De russificatie deed overigens onder de Duitse Balten een ondergangsstemming ontstaan en meer dan de helft van de Baltische academici verdween naar Duitsland en Oostenrijk om daar hun carrières voort te zetten. 
Ondertussen waren met name onder de grootgrondbezittende adel de niet-Duitsers, voornamelijk Russen, tot een derde toegenomen. Onder de nieuwe, door het Tsaristische Hof benoemde, titulaire persoonlijke adel vormden zij zelfs de meerderheid.
In de loop van hun 700-jarige geschiedenis hadden de Baltisch-Duitse families niet alleen etnisch Duitse en Nederlandse wortels. Ze waren soms ook gemengd met de inheemse Esten, Lijven en Letten, alsook met Denen, Zweden, Russen, Polen en enkele Engelsen en Schotten. Zij assimileerden in de Duitse cultuur en namen de Duitse taal over, waarbij hun namen en familienamen werden verduitst en zij vervolgens ook als Baltische Duitsers beschouwd werden. Alleen enkele Baltische Duitsers die carrière maakten in de Russische hoge bureaucratie en onder de Russische adel huwelijkspartners vonden, werden na hun bekering in de Russisch-orthodoxe kerk volledig opgenomen in de nationale elite van het Russische keizerrijk. 
De etnische meerderheid van Esten en Letten woonde meest in landelijke gebieden als aan de heren-grondbezitters lijfeigen boeren, handelaars en handwerkslieden, of in de steden als bedienden van de burgerij. Dit was overeenkomstig de sociale orde in het Russische Rijk, die duurde tot ver in de 19e eeuw, toen de emancipatie van de lijfeigenschap langzaamaan meer politieke rechten en vrijheden toestond. Een halve eeuw eerder dan in het eigenlijke Rusland kregen in 1819 de boeren ook persoonlijke vrijheid. Zij bleven gebonden aan de grond en verplicht tot herendienst. Echte bewegingsvrijheid, zoals het recht op vestiging in de steden en het recht op grond- en huizenbezit kregen ze pas in 1849. Daarna zou het cultureel Duitse karakter van de steden snel veranderen.
De Revolutie van 1905 leidde tot aanvallen tegen de Baltisch-Duitse landeigenaren, waarbij veel landgoederen werden geplunderd en afgebrand, en 82 leden van de adel en van de geestelijke stand werden vermoord. Dit gebeurde meestal niet door de lokale bevolking, maar door revolutionaire bendes die van elders kwamen. Vele adellijke families besloten in 1905 tot vertrek naar Duitsland, omdat zij zich niet langer veilig voelden; de burgerij bleef vooralsnog, hoewel zij besefte nu voorgoed de macht in de stadsbesturen te zijn kwijtgeraakt.

## Aantallen aan het einde van de Russische tijd
Het hoogste aantal Duitstaligen werd door de statistiek geregistreerd in 1881 met 185.182 (9% van de bevolking). In 1897 waren het er 165.627 (bij een iets geringer percentage). Daaronder werden niet alleen de in etnische zin Duitse Balten gerekend, maar ook de Esten en Letten en Joden die een zekere germanisering hadden ondergaan in hun taal en cultuur. Schattingen van 40.000 Esten en Letten en een preciezer aan te geven aantal van ruim 30.000 Joden gaven aan dat 70.000 inwoners van de 
Oostzeeprovincies' in taal en cultuur weliswaar Duitstalig waren geworden, maar zij beschouwden zich steeds minder als Duits, nu zij steeds minder in de luwte van de macht de Duits-Baltische bovenlaag konden verkeren. Volgens een ruime definitie kan het aantal Duitse Balten rond de eeuwwisseling op ca. 100.000 gesteld worden en dat zakte na de ook tegen hen gerichte revolutie van 1905 snel terug, ook omdat nationale definities voor zelfidentificatie in de plaats kwamen van culturele definities. Als we de statistische aanwezigheid van Duitstaligen in Riga nagaan maakten zij in 1881 42,9% uit van de bevolking (66.775), en waren zij in 1897 ingekrompen tot 25,5%, maar bij een sterk gegroeide stadsbevolking waren er in absolute zin toch nog op vooruitgegaan. Tot 1913 vond een versterkte relatieve teruggang plaats, nu tot 16,7%, bij een absolute getalshandhaving op 65.332. Hoewel hun aandeel in het onroerend bezit, bedrijfsleven en het bankkapitaal nog steeds domineerde, waren zij statistisch in de metropool Riga voorbijgestreefd door Letten en zelfs door de opkomende Russen, 
Bij het aanbreken van de Eerste Wereldoorlog kwamen de Duitse Balten in een moeilijke positie. In hun benaming had al een accentverschuiving plaatsgevonden naar Baltische Duitsers. Voor zover zij tot de adellijke kaste behoorden, deden zij als officier dienst in het Tsaristische leger en tegen het Duitse keizerlijke leger. Door hun Duitse achtergrond werden ze door de Russen zowel als de Duitsers gewantrouwd. Hoewel maar een voorbeeld: het is tekenend dat de grote Russische inval in Oost-Pruisen in 1914 werd ingezet door een generaal uit Duits-Baltische kring, Paul von Rennenkampf, die als vele Balten was opgeklommen tot de generale staf van het Russische leger. Dat leger verloor in de Slag bij Tannenberg en Rennenkampf moest zich uit de generaalsrangen terugtrekken. Zijn eveneens uit de Baltische elite afkomstige tijdgenoot was Graaf Sergej Witte, vormgever van de modernisering van Rusland en enkele decennia lang een bijzonder belangrijk minister in de tsaristische kabinetten. Hij sprak zich overigens in 1914 uit tegen de oorlogsverklaring aan Duitsland. Beiden zijn een voorbeeld van de slachtoffers van een absolute nationaal-politieke correctheid in de oorlogstijd en werden in het verhittende nationale debat als landverraders bestempeld. 

## Revolutie en onafhankelijkheid (1917–1940)

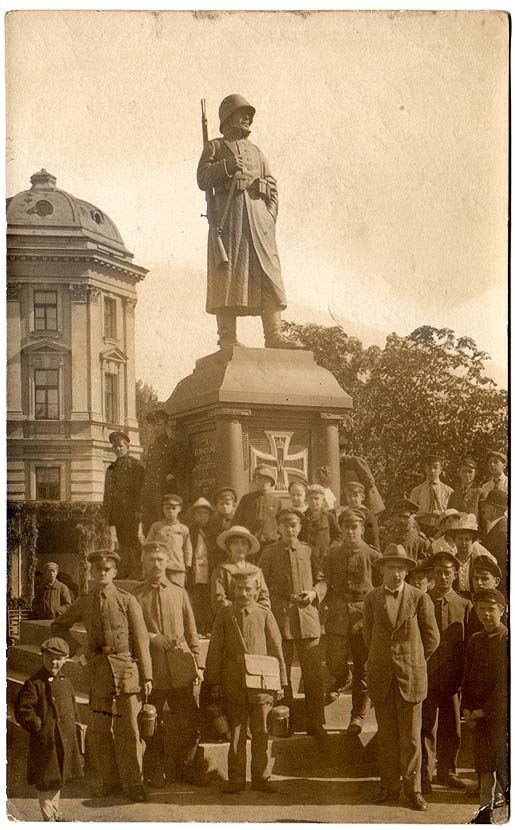
Gedenkteken voor de eerste verjaardag van de Bevrijding van Riga door het Duitse leger.
(Het monument bestond slechts van september tot november 1918, tot Riga tijdens de burgeroorlog door het Letse leger werd bevrijd)

Als gevolg van de Russische Revolutie van 1917 en de daaropvolgende Russische Burgeroorlog vluchtten veel Baltische Duitsers naar Duitsland. Afgelegen Baltisch-Duitse landgoederen waren voor de tweede keer na 1905 regelmatig het doelwit van plaatselijke bolsjewieken en de combinatie van bolsjewieken en extreme nationalisten legde de basis voor een nationalisatie van het landbezit en een verdrijving van de Baltische Duitsers uit hun posities van gezag in de jaren na 1919.
Maar eerst nog zou de Russische overgave in de Vrede van Brest-Litovsk in 1917 plaatsvinden. De bolsjewieken legden zich bij deze vrede neer om het keizerlijke gezag zodoende ten val te kunnen brengen en de handen vrij te krijgen voor de gezagsovername. Het Duitse leger organiseerde in het westen van het Russische Rijk een bezettingsbestuur onder de naam Ober-Ost. In 1918 werd hierbinnen het hertogdom Koerland en Semgallen opgericht. In Lijfland richtte de Baltische adel met Duitse militaire steun het Baltische Hertogdom op. Dit werd later samengevoegd met het hertogdom Koerland en Semgallen tot het Verenigd Baltisch Hertogdom onder Duitse keizerlijke soevereiniteit. Geen van deze "staten" had daadwerkelijke macht.
In Lijfland en Koerland vochten de Baltische Duitsers aanvankelijk als een door de Geallieerden bewapende Baltische Landeswehr samen met de Letse nationale vrijheidsstrijders tegen de Letse en Russische bolsjewieken. Ze vormden geen eenheid want de Duitse Balten waren weinig geïnteresseerd in een zelfstandig Letland en zagen meer in een herstel van het Russische Keizerrijk waarbinnen zij provinciale autonomie konden behouden. Nadat de voorlopige Letse regering door het Rode Leger naar de havenstad Liepāja (Liebau) in Koerland was verdreven werd ze door de Duitsers afgezet en door een marionettenregering onder Andrievs Niedra vervangen. De Baltische Duitsers hielpen bij de oprichting van het pro-tsaristische leger onder leiding van de Russische adellijke officieren, de zogenaamde Witte Russen. Gezamenlijk probeerden zij Riga op de inmiddels herstelde Letse nationalisten te veroveren. Geen van de veroveringen had een blijvend karakter; de verschillende partijen sloten verbonden en wisselden daarin van partners, totdat met steun van de Geallieerden uiteindelijk een eindfase bereikt werd in wat genoemd wordt de Estse en Letse Onafhankelijkheidsoorlogen waarin de Esten en Letten hun internationaal erkende nationale onafhankelijkheid verwierven. 
Om de nieuwe verhoudingen te kunnen stabiliseren werden de grootgrondbezitters uitgeschakeld. De nieuwe staten gingen in 1919 en 1920 over tot 'landhervormingen', dat wil zeggen verdeling van het excessieve grootgrondbezit: 5,8 miljoen hectare ofwel meer dan de helft van het staatsoppervlak werd verkaveld onder ruim 80.000 kleine boeren. Na zeven eeuwen verdween zo de economische grondslag van de Duits-Baltische aristocratie en overigens ook die van de Poolse adel in Letgallen en Koerland en ook van de Russen die sinds de 17de eeuw grond hadden verworven. Voor de emigratie in deze periode zijn geen exacte cijfers beschikbaar. Vermoed wordt dat uit het nieuwe Estland en Letland na de onafhankelijkheidsverklaringen 60.000 Baltische Duitsers emigreerden, naast 100.000 Russen. De eersten naar Duitsland, de tweeden omdat zij in de Sovjet-Unie voor zich geen plaats meer zagen vooral naar Berlijn en Parijs. 
In de nieuwe republiek Letland bleven de burgerlijke Baltische Duitsers de meest politiek actieve en georganiseerde etnische minderheidsgroep, hoewel ze na de nationalistische staatsgreep van Kārlis Ulmanis in 1934 aan invloed verloren.

## Emigratie van de Baltische Duitsers (1939-1945)

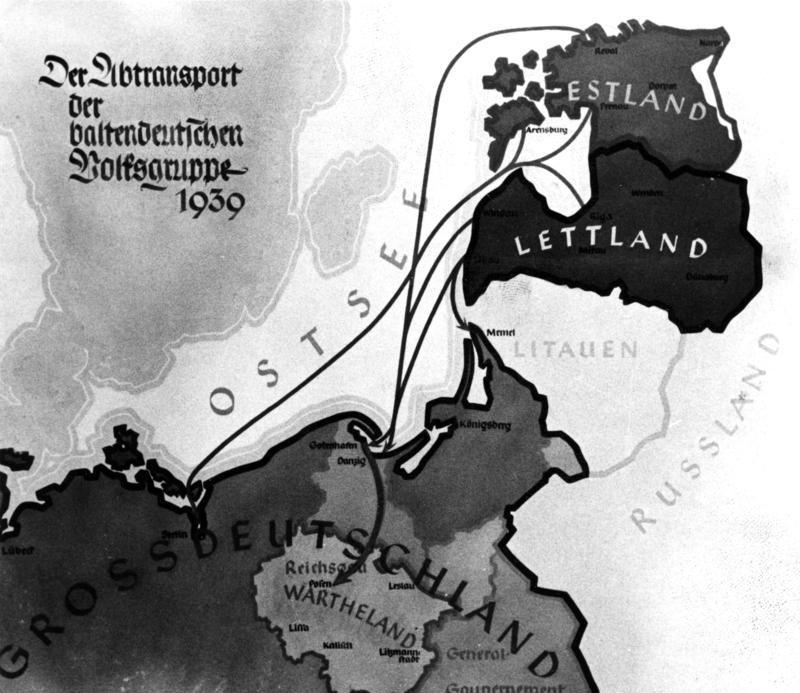
Propagandaplakkaat uit 1939

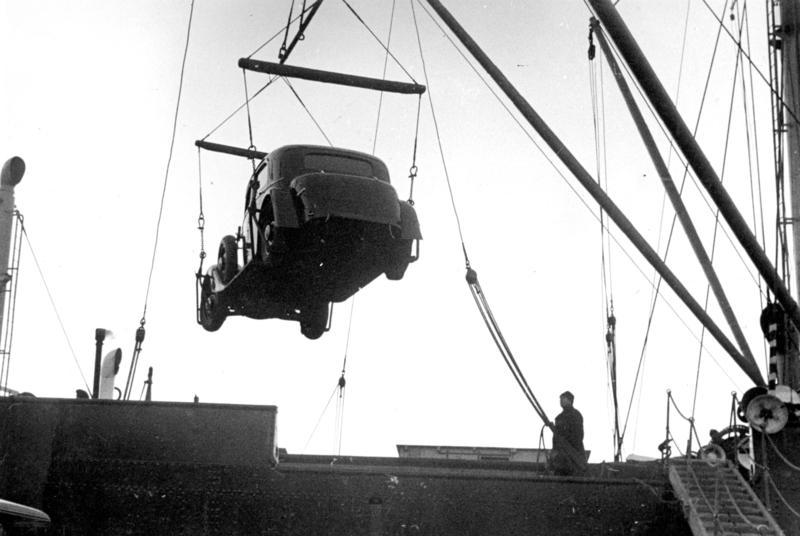
Verlading in Riga

Met de bolsjewistische Oktoberrevolutie van 1917 en de ondergang van het Russische Rijk kwam aan de privileges en de feitelijke overheersing van de Baltische Duitsers een einde. Zij kwamen nu onder gezag van de nieuwe nationale staten Estland en Letland.
In het najaar van 1939, na de ondertekening van het Molotov-Ribbentroppact tussen nazi-Duitsland en de Sovjet-Unie, kwam aan hun geschiedenis en aanwezigheid in de Baltische staten een abrupt einde. Als gevolg van de geheime afspraken van het Molotov-Ribbentroppact werden Estland en Letland, overigens ook Litouwen, aan de Sovjet-invloedssfeer toegewezen. Jozef Stalin kreeg hiermee de vrije hand in deze landen en hij maakte hiervan onmiddellijk gebruik door eind 1939 de instelling van militaire bases in Estland en Letland op te eisen. Dit was ter voorbereiding van een invasie van de Baltische staten door de Sovjet-Unie, die in de zomer van 1940 plaatsvond.
Een van de belangrijkste in augustus 1939 door Duitsland gestelde voorwaarden was de voorafgaande overdracht van alle Baltische Duitsers uit Estland en Letland met medeneming van roerende goederen en banktegoeden. Daartoe werden verdragen met Estland en Letland ondertekend met betrekking tot de emigratie van Baltische Duitsers en de liquidatie van hun educatieve, culturele en religieuze instellingen. Onder de dreiging van een Sovjet-invasie die hen van hun bezit zou beroven waren de meeste Baltische Duitsers hiertoe bereid. 
Onder het Heim ins Reich-programma werden bijna alle Baltische Duitsers door de Duitse regering geherhuisvest in de nieuw gevormde rijksgouwen Wartheland en Danzig-West-Pruisen (op het grondgebied van het bezette Polen). Begin 1940 werden rond 13.700 Baltische Duitsers uit Estland en rond 51.000 Baltische Duitsers uit Letland geherhuisvest, vooral in de rijksgouw Wartheland en andere door Duitsland van Polen geannexeerde gebieden, en als regel in woningen van verdreven Polen en Joden. Deze gebieden waren bij het Molotov-Ribbentroppact aan de invloedssfeer van Duitsland gelaten en in september 1941 bezet en ingelijfd. Na de Sovjet-invasie en oprichting van de Letse Socialistische Sovjetrepubliek en de Estse Socialistische Sovjetrepubliek in het begin van 1941 regelde de Duitse regering in samenwerking met de Sovjet-regering nog een laatste emigratie-actie voor de weinigen die in 1939 of 1940 hadden geweigerd te vertrekken. Deze actie werd de Nachumsiedlung genoemd. Nadat de Duitse invasie van de Sovjet-Unie enkele maanden plaats zou grijpen werden ook de Sovjetrepublieken Letland en Estland door Duitsland bezet. Baltische emigranten, Duitse zowel als Letse en Estse, keerden nu terug als functionaris in het Duitse bezettingsbestuur. Zij vluchtten opnieuw, evenals een deel van de Letse en Estische bovenlaag, na drie jaar met het terugtrekkende Duitse leger in de zomer en herfst van 1944. Wie achterbleef werd gedeporteerd naar Siberië en verborg of ontkende zijn Baltisch-Duitse afkomst. Dat gold de Baltische Duitsers die waren getrouwd met etnische Esten, Letten of Russen, en de kinderen uit dergelijke gemengde huwelijken.

## Tweede evacuatie in 1945
Voor het oprukkend Sovjet-offensief uit vluchtten de Baltische Duitsers eind 1944 en begin 1945. Van de ca 60.000 die van daaruit op weg gingen kwamen er 10 tot 20.000 onderweg om. Veel Baltische Duitsers bevonden zich aan boord van de Wilhelm Gustloff, onderweg naar het westen, toen dit schip op 30 januari 1945 door een Sovjet-onderzeeër tot zinken werd gebracht. Honderden andere Baltische Duitsers verdronken na het torpederen door de Russische marine van de Steuben op 10 februari 1945. In totaal verdronken 15.000 vluchtelingen, die op de Gustloff vormen in de maritieme geschiedenis het grootste verlies van levens op een enkel schip. 
In 1881 woonden er ongeveer 46.700 Duitsers, althans Duitstaligen op het grondgebied van het huidige Estland (5,3% van de bevolking) en volgens de volkstelling van 1897 waren er 120.191 Duitsers (Duitstaligen) op het grondgebied van het huidige Letland, ofwel 6,2% van de totale bevolking; tezamen 166.891. Na de Tweede Wereldoorlog zijn er nog enkele honderden in hun oorspronkelijk woongebied overgebleven of teruggekeerd. 
De meeste overlevenden vestigden zich in West-Duitsland, sommigen in Oost-Duitsland. Na de oorlog  waren in Duitsland ca 50.000 Baltische Duitsers aanwezig. Een minderheid emigreerde vanaf 1948 naar Canada, met de steun van de Canadese gouverneur-generaal Harold Alexander, die vele Baltische Duitsers had gekend tijdens zijn functioneren als, door de geallieerden in 1918 aangewezen, bevelhebber van de Baltische Landeswehr.

## Vernietiging van het cultureel erfgoed in de Baltische staten 1945–1989

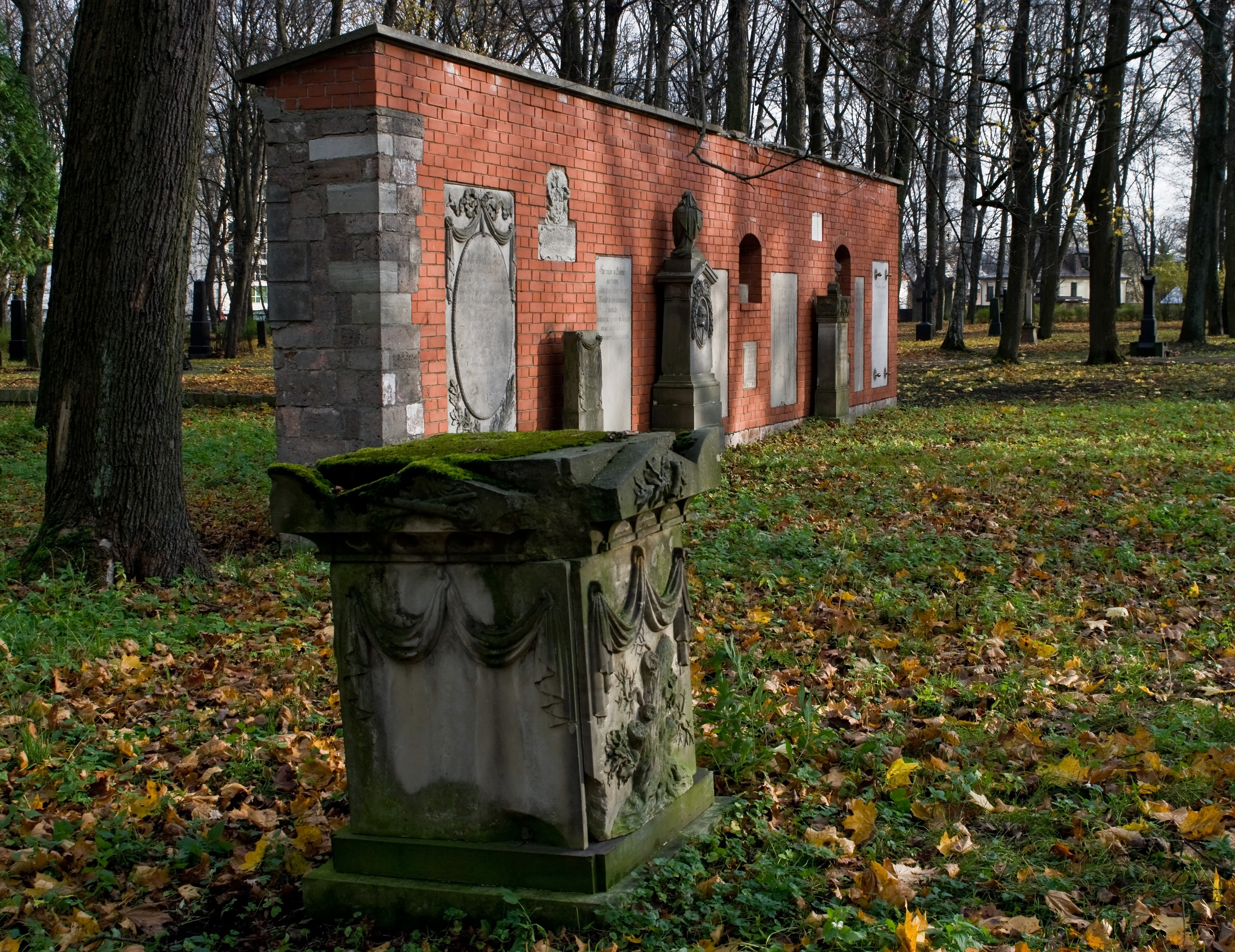
De Grosser Friedhof in Riga

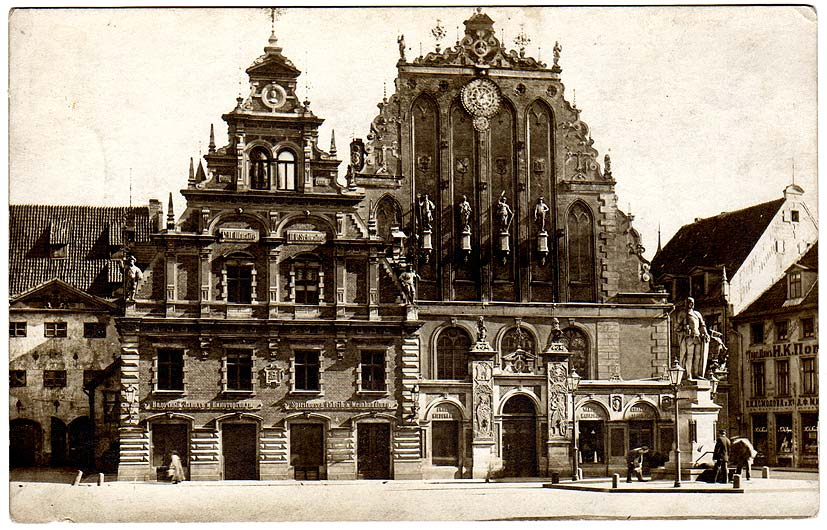
Het Schwarzhäupterhaus, met rechts het standbeeld van de Roland

Tijdens de 50 jaar durende bezetting van de Baltische staten werden door de Sovjet-autoriteiten de sporen van etnische Duitsers uitgewist. Talrijke standbeelden, monumenten, bouwwerken, grafmonumenten en  gedenkstenen met Duitse opschriften werden vernietigd of gewijzigd. Van de ca 2.000 'Herrenhäuser', adellijke landhuizen, verviel de helft tot ruïne. De landhuizen die een publieke functie kregen bleven behouden. Met name het grote paleis van de hertogen van Koerland te Rundale (Ruhenthal) bleef behouden als representatief regeringsgebouw. 
De grootste Baltisch-Duitse begraafplaatsen van Estland in Kopli en Mõigu, beide bestaand sinds 1774, werden volledig verwoest door de Sovjet-autoriteiten. Op de Grote Begraafplaats (Großer Friedhof) van Riga, de belangrijkste begraafplaats van de Baltische Duitsers in Letland en in gebruik sinds 1773, werden de graven opgeruimd en stenen en ijzeren monumenten als bouwmateriaal hergebruikt.

## Na de vernieuwde onafhankelijkheid
De huidige regeringen van Estland en Letland, die hun onafhankelijkheid in 1991 herwonnen, tonen een soms positieve, meestal echter negatieve visie op de bijdragen van de Baltische Duitsers in de geschiedenis. Omwille van het gewenste nationale karakter van die geschiedenis worden die bijdragen zoals ook die van Russen en Joden voorgesteld als van vreemdelingen die buiten de nationale context stonden. 
Nadat Estland op 20 augustus 1991 onafhankelijkheid van de Sovjet-Unie herwon, stuurde de Associatie van de Duitse Baltische adel in ballingschap een bericht aan de presidentskandidaat Lennart Meri dat geen enkel lid van de vereniging eigendomsrechten op hun vroegere Estse landerijen zou claimen. Ook het feit dat de eerste Duitse ambassadeurs in Estland en Letland Baltische Duitsers waren hielp de verzoening. 
De samenwerking tussen de verenigingen van Baltische Duitsers ('Baltische Landsmannschaften') en de regeringen van Estland en Letland heeft de restauratie van vele Baltisch-Duitse plaquettes en gedenkstenen mogelijk gemaakt, met name als monumenten voor degenen die in de onafhankelijkheidsoorlog van 1918-1920 gevochten hebben. Een aantal niet tot ruïne onherstelbaar verwoeste of verwaarloosde landhuizen wordt met fondsen uit Duitsland gerestaureerd. 

## Burchten
De Baltisch-Duitse ridderschap oefende haar macht in de middeleeuwen uit vanuit ca 150 burchten. De meeste werden gesloopt na de oorlogsverwoestingen tussen 1550 en 1730. Een aantal imposante ruïnes zijn nog over, zoals die van Sigulda (Segewold), Koknese (Kokenhusen), Rakvere (Wesenberg), Voltaiki (Neuenburg), Padise (Padis), Toolse (Tolsburg), Laidze (Laidsen), Bauska (Bauske). Een aantal burchten zijn bewaard omdat zij in of bij de steden stonden en daar een bestuurs- of religieuze functie konden blijven vervullen zoals in Riga en Tallinn (Reval, Domberg), Kuressaare (Arensburg), Narva (Narwa), Cēsis (Wenden), de slotkapel van Haapsalu (Hapsal). De oude burchten van Lielstraupe (Gross Roop) en Mazstraupe (Klein Roop) behoren tot de weinige die in de 18de eeuw vernieuwd werden. Ter vergelijking, zie de beter bewaarde verwante burchten van de Duitse Orde in het voormalige Oost-Pruisen en West-Pruisen, sinds 1945 noordelijk Polen. 
Het omvangrijke paleis dat de hertog van Koerland bouwde als Paleis Rundāle (Ruhenthal) bij Bauska, zijn Jagdschloss in Zalenieki (Grünhof), en het Biron-paleis in Jelgava (Mitau) werden in de tweede helft van de 18de eeuw gebouwd en kunnen beschouwd worden als laatste machtssymbolen van de Ridderschap. In de 18de en 19de eeuw werden door de adel nog wel vele honderden nieuwe landhuizen in toentertijd in geheel Midden- en Oost-Europa gebruikelijke classicistische stijl gebouwd. Daarvan zijn de meeste vervallen, vooral na de revolutie van 1905 waarin zij werden geplunderd en vaak in brand gestoken. Veel restanten werden afgebroken. Bewaard gebleven zijn onder andere de imposante landhuizen van Mezotne (Mesothen), Krāslava (Kraslau) en Kazdanga (Katzdangen). 
In Estland staan in Saue (Friedrichshof), Palmse (Palms) en Suuremoisa (Grossenhof) bescheidener landhuizen van een type dat ook voorkomt in Scandinavië, waarmee de Baltische adel in Estland, dat van 1581 tot 1721 bij Zweden hoorde, banden had.
De kerken en grote burgerhuizen in de steden geven in hun onmiskenbare stijl van de Hanzesteden de macht van de Baltisch-Duitse burgerij aan.

## Bekende Baltische Duitsers
De Baltische Duitsers speelden in de periode van de 13e tot halverwege de 20e eeuw een grote rol in de samenlevingen van het huidige Estland en Letland. Velen van hen werden belangrijke wetenschappers en ontdekkingsreizigers. Een aantal Baltische Duitsers diende als generaal in het Russische keizerlijke leger en de marine. Verschillende Baltische Duitsers vochten aan de kant van de Witten tijdens de Russische Burgeroorlog aan de vooravond van de gezagsovername door de Sovjets.
De Nederlandse journalist Alexander Münninghoff geeft in zijn familiebiografie 'De Stamhouder' een beeld van het milieu van de Baltische Duitsers, waarin zijn vader opgroeide als zoon van een Nederlandse fabrikant en handelaar en een Russische moeder. Jan Brokken geeft in zijn 'Baltische zielen' een indringend beeld van enkele Baltische adelfamilies en hun ondergang.
De Baltische Duitsers worden in het nationale zelfbeeld van de hedendaagse Esten en de Letten sterk geïdentificeerd met de Baltische adel en op grond van hun adellijke autocratie en bijna absolute bezitspositie als het kwade genius van de nationale geschiedenis beschouwd. Er is van daaruit, voor zover niet te vermijden, weinig en dan ook negatieve aandacht voor deze bevolkingsgroep, die zeven eeuwen bepalend was in het bestuur de economie en de verbindingen met Midden-Europa legde en in stand hield.    

### Lijst van bekende Baltische Duitsers
Alfabetisch gerangschikt:

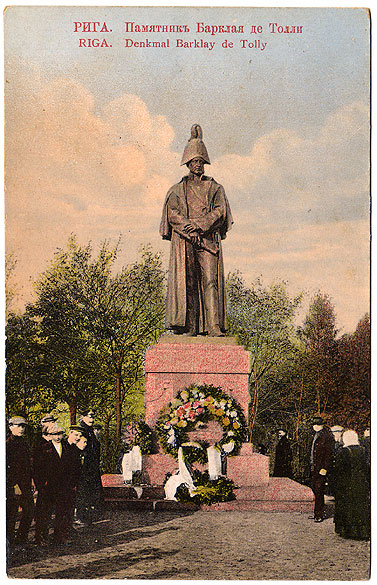
Standbeeld van Barclay de Tolly in Riga

- Karl Ernst von Baer: natuurkundige, zoöloog, embryoloog, antropoloog, geograaf, ontdekkingsreiziger en ontdekker van de menselijke eicel (1792-1876)
- Adam Johann von Krusenstern: admiraal van de Russische marine (1770-1846)
- Michael Andreas Barclay de Tolly: Russisch veldmaarschalk in de Napoleontische oorlogen (1781-1818)
- Fabian Gottlieb von Bellingshausen: commandant Russische Oostzeevloot en leider van de tweede expeditie rond Antarctica (1778-1869)
- Alexander Graf von Keyserling: curator van de universiteit van Dorpat en lid van de academie van Sint Petersburg (1815-1891)
- Karl von Ditmar: ontdekkingsreiziger en natuuronderzoeker (1822-1892)
- Ernst von Bergmann: hoogleraar chirurgie (1836-1917)
- Alexander Georg von Bunge: botanicus en ontdekkingsreiziger in China en Afghanistan (1803-1890)
- Georg Dehio: grondlegger van de middeleeuwse architectuurgeschiedenis, werkzaam aan verschillende Duitse universiteiten (1850-1932)
- Eduard Graf von Keyserling: chronikeur van de verdwijnende wereld van de Duits-Baltische adel (1855-1918)
- Heinz Erhardt: blijspelacteur in Duitsland (1909-1979)
- Hamilkar von Fölkersahm: maarschalk van de Baltische ridderschap en voorvechter van de boerenbevrijding (1811-1856)
- Eduard von Gebhardt: schilder en leraar aan de Düsseldorfer Akademie (1838-1925)
- Carl Friedrich Glasenapp: Wagner-kenner en grondvester van de 'Wagner-wetenschap' (1847-1915)
- Nikolai von Glehn: stichter van de stad Nõmme (nu een stadsdistrict van Tallinn) (1841-1923)
- Adolf von Harnack: liberaal luthers theoloog en president van de Kaiser-Wilhelm-Gesellschaft (1851-1930)
- Nicolai Hartmann: kritisch-metafysisch filosoof (1882-1950)
- Hermann Hesse: van vaderszijde een Duitse Balt; Duitstalig schrijver, herontdekt in de jaren zestig van de twintigste eeuw (1877-1962)
- Hermann Carl von Keyserlingk: president van de Academie van St. Petersburg, Russisch diplomaat aan het hof in Wenen, opdrachtgever van Johann Sebastian Bach (1696-1764)
- Maria Louise van Hessen-Kassel en van Koerland (Kurland): vrouw van stadhouder Johan Willem Friso en moeder van stadhouder Willem IV (1688-1765)
- Otto August von Kotzebue: ontdekkingsreiziger (1787-1846)
- Adam Johann von Krusenstern: Russisch admiraal en ontdekkingsreiziger (1770-1846)
- Karl Otto Georg von Meck: spoorwegondernemer (1821-1876) wiens vrouw Nadezjda steun en vriendin was van Pjotr Iljitsj Tsjaikovski
- Jevgeni Miller: Russisch generaal en belangrijk leider van de Witten tijdens de Russische Burgeroorlog (1867-1939)
- Carl Timoleon von Neff, schilder en kunstverzamelaar (1804-1877)
- Wilhelm Ostwald: chemicus en Nobelprijswinnaar (1853-1932)
- Paul von Rennenkampf: bevelhebber van het Russische 1e (Njemen) leger dat in 1914 Oost-Pruisen binnenviel en voor een groot deel bezette maar werd teruggeslagen (Slag bij Tannenberg) (1854-1918)
- Aleksej Michajlovitsj Ridiger: Patriarch Aleksi II van de Russisch-Orthodoxe Kerk
- Alfred Rosenberg: nationaalsocialistisch ideoloog, ter dood veroordeeld (1893-1946)
- Carl Schirren: historicus en hoogleraar in de Baltische geschiedenis (1826-1910)
- Leopold von Schroeder: indoloog (1851-1920)
- Walter Schubart: hoogleraar cultuurfilosofie aan de universiteit van Riga, in 1941 gedeporteerd naar Siberië en daar verdwenen (1897-1942)
- Gustav Ernst von Stackelberg: diplomaat (1766-1850)
- Eduard von Toll: poolonderzoeker, kwam om tijdens zijn laatste expeditie (1858-1902)
- Nicolas de Staël: schilder in Frankrijk (1914-1955)
- Roman von Ungern-Sternberg: tsaristisch generaal-majoor in het tsaristische leger (de 'Witten') tijdens de Russische Revolutie (1886-1921)
- Sergej Joeljevitsj graaf Witte: minister van oorlog, waarschuwde tegen de gevolgen van de Russische provocatie (mobilisatie) die leidde tot de Eerste Wereldoorlog, riep nationale weerstand op en trad af (1849-1915)
- Pjotr Wrangel (Peter von Wrangel): tsaristisch officier en commandant van de Witten tijdens de Russische Burgeroorlog (1878-1928)
- Ferdinand von Wrangel: zeeman en ontdekkingsreiziger (1797-1870)